# Barbula acrophylla
Barbula acrophylla är en bladmossart som beskrevs av C. Müller 1898. Barbula acrophylla ingår i släktet neonmossor, och familjen Pottiaceae. Inga underarter finns listade i Catalogue of Life.